# Taivassalo
Taivassalo (szw. Tövsala) – gmina w Finlandii, położona w południowo-zachodniej części kraju, należąca do regionu Varsinais-Suomi.